# Nederlands kampioenschap dammen vrouwen 1974
Het Nederlands kampioenschap dammen voor vrouwen 1974 vond plaats op vrijdag 21, vrijdag 28, zaterdag 29 september, vrijdag 4 en zaterdag 5 oktober 1974 in Amsterdam. Barbara Graas werd voor de tweede keer Nederlands kampioen.

## Resultaten
| Nummer* |                         | 1   | 2   | 3   | 4   | Punten | Winst | Remise | Verlies | SB** |
| ------- | ----------------------- | --- | --- | --- | --- | ------ | ----- | ------ | ------- | ---- |
| 1       | Barbara Graas           |     | 1,1 | 0,2 | 2,2 | 8      | 3     | 2      | 1       | 40   |
| 2       | Eef Nieuwenhuizen       | 1,1 |     | 1,2 | 1,1 | 7      | 1     | 5      | 0       | 39   |
| 3       | Pietje Veenboer-Haaisma | 2,0 | 1,0 |     | 1,1 | 5      | 1     | 3      | 2       | 31   |
| 4       | Cato van Setten-Colpa   | 0,0 | 1,1 | 1,1 |     | 4      | 0     | 4      | 2       | 24   |

* Bij een gelijk aantal punten in het eindklassement wordt als hoogste geklasseerd eerst degene met meer winstpartijen, en vervolgens degene met meer SB punten.

** SB staat voor Sonneborn-Berger punten, een vorm van weerstandspunten.